# Anchimallén
O anchimallén é uma criatura fantástica da mitologia mapuche descrito como um pequeno ser que se transforma em uma esfera luminosa ou de fogo e emite sons parecidos com os sons de um bebê.  Outras vezes as anchimallén são descritas tendo a aparência  mulheres belas e jovens.   As anchimallén são espíritos protetores  benfazejos que tem funções semelhantes aos antigos laris  ou espíritos familiares, advertindo seus protegidos contra adversidades e anunciando benesses. 
Pode-se admitir que este ser está ligado ao culto do do sol, como indica a etimologia do seu nome ( anchu , de sol,  antu, e malguen, mulher).
Quando se sente ameaçado com a presença de alguém, utiliza sua luz para cegar e desorientar a ameaça.